# Lista de autoestradas da Itália
Esta é uma lista com as autoestradas da Itália:

## Autoestradas (autostrade)
| A1  | Autostrada del Sole                 | (Milão - Nápoles)                           |
| A3  | Autostrada Napoli-Reggio Calabria   | (Salerno - Reggio Calabria)                 |
| A4  | Autostrada Serenissima              | (Turim - Trieste)                           |
| A5  | Autostrada della Valle d'Aosta      | (Turim - Aosta - Mont Blanc)                |
| A6  | La Verdemare                        | (Turim - Savona)                            |
| A7  | Autostrada Alpe Ligure              | (Milão - Gênova)                            |
| A8  | Autostrada dei laghi                | (Turim - Varese)                            |
| A9  | Autostrada dei laghi                | (Lainate - Como - Chiasso)                  |
| A10 | Autostrada dei Fiori                | (Gênova - Ventimiglia)                      |
| A11 | Firenze-Mare                        | (Florença - Pisa Norte)                     |
| A12 | Autostrada Azzurra                  | (Gênova - Rosignano / Civitavecchia - Roma) |
| A13 | Autostrada Bologna-Padova           | (Pádua - Bolonha)                           |
| A14 | Autostrada Adriatica                | (Bolonha - Taranto)                         |
| A15 | Autostrada della Cisa               | (Parma - La Spezia)                         |
| A16 | Autostrada dei Due Mari             | (Nápoles - Canosa)                          |
| A18 | Autostrada Messina - Catania        | (Messina - Catânia)                         |
| A19 | Autostrada Palermo - Catania        | (Palermo - Catânia)                         |
| A20 | Autostrada Messina - Palermo        | (Messina - Palermo)                         |
| A21 | Autostrada dei Vini                 | (Turim - Piacenza - Bréscia)                |
| A22 | Autostrada del Brennero             | (Brennero - Módena)                         |
| A23 | Autostrada Alpe-Adria               | (Palmanova - Tarvisio)                      |
| A24 | Strada dei Parchi                   | (Roma - Áquila - Téramo)                    |
| A25 | Strada dei Parchi                   | (Torano - Pescara)                          |
| A26 | Autostrada dei Trafori              | (Gênova - Gravellona Toce)                  |
| A27 | Autostrada di Alemagna              | (Mestre - Belluno)                          |
| A28 | Autostrada Portogruaro - Conegliano | (Conegliano - Portogruaro)                  |
| A29 | Autostrada del Sale                 | (Palermo - Mazara del Vallo)                |
| A30 | Autostrada Caserta-Salerno          | (Caserta - Salerno)                         |
| A31 | Autostrada della Val d'Astico       | (Piovene Rocchette - Vicenza)               |
| A32 | Autostrada del Frejus               | (Turim - Bardonecchia)                      |
| A33 | Autostrada Asti-Cuneo               | (Asti - Cuneo)                              |
| A33 | Autostrada Villesse-Gorizia         | (Villesse - Gorizia)                        |
| A33 | Autostrada BreBeMi                  | (Milão - Bréscia)                           |
| A91 | Autostrada Roma-Fiumicino           | (Roma - Fiumicino)                          |
| A91 | Autostrada Catania-Siracusa         | (Catânia - Siracusa)                        |

### Autoestradas projetadas e/ou em construção
| - A12 - Autostrada Azzurra                | (trecho San Pietro in Palazzi - Civitavecchia Norte) |  |
| - Passante di Bologna                     | (Bolonha)                                            |  |
| - Autoestrada A18                         | (trecho Rosolini - Módica)                           |  |
| - Autoestrada A21 racc                    | (trecho Ospitaletto - Montichiari)                   |  |
| - A27 - Mestre-Belluno                    | (trecho Pian di Vedoia - Pieve di Cadore)            |  |
| - A31 - Valdastico sud                    | (trecho Agugliaro - Badia Polesine)                  |  |
| - A31 - Valdastico nord                   | (trecho Piovene Rocchette - Besenello)               |  |
| - A33 - Asti-Cuneo                        | (trecho Cherasco - Alba)                             |  |
| - A36 - Autostrada Pedemontana Lombarda   | (Cassano Magnago - Osio Sotto)                       |  |
| - A58 - Tangenziale Est Esterna di Milano | (trecho Melegnano - Agrate Brianza)                  |  |
| - A59 - Tangenziale di Como               | (Grandate - Casnate con Bernate)                     |  |
| - A60 - Tangenziale di Varese             | (Gazzada Schianno - Vedano Olona)                    |  |
| - Autostrade Bergamasche                  | (Bérgamo - Treviglio)                                |  |
| - Autostrada del Molise                   | (San Vittore del Lazio - Termoli)                    |  |
| - Passante di Genova                      | (Gênova)                                             |  |
| - Autostrada Cispadana                    | (Reggiolo - Ferrara)                                 |  |
| - Autostrada Nogara-Mare                  | (Mântua - Adria)                                     |  |

### Numerações obsoletas
| - A2                           | (Roma - Nápoles), atual A1                      |
| - A17                          | (Nápoles - Bari), atual A16 e A14               |
| - Túnel T3 - Bargagli-Ferriere | (Chiavari - Bargagli), atual Strada statale 225 |

## Circunvalações (tangenziali)
| A50 | Tangenziale Ovest di Milano                | (Viboldone - Trezzano sul Naviglio - Rho - Arese) |
| A51 | Tangenziale Est di Milano                  | (San Donato Milanese - Usmate)                    |
| A52 | Tangenziale Nord di Milano                 | (Sesto San Giovanni - Paderno Dugnano)            |
| A54 | Tangenziale di Pavia                       | (Pavia - San Martino Siccomario)                  |
| A55 | Tangenziale Nord/Tangenziale Sud di Torino | (Falchera - Rivoli - Nichelino - Trofarello)      |
| A56 | Tangenziale di Napoli                      | (Nápoles - Pozzuoli)                              |
| A57 | Tangenziale di Mestre                      | (Mestre-Veneza)                                   |
| A90 | Grande Raccordo Anulare                    | (Roma)                                            |
| A90 | Tangenziale Nord di Bologna                | (Bolonha)                                         |
| A90 | Tangenziale di Catania                     | (Catânia)                                         |

## Túneis (trafori)
| T1  | Túnel do Monte Branco        |
| T2  | Túnel do Grande São Bernardo |
| T4  | Túnel rodoviário do Fréjus   |
| A24 | Túnel do Gran Sasso          |